# Toxopyrgota inclinata
Toxopyrgota inclinata är en tvåvingeart som beskrevs av Friedrich Georg Hendel 1914. Toxopyrgota inclinata ingår i släktet Toxopyrgota och familjen Pyrgotidae. Inga underarter finns listade i Catalogue of Life.